# Zuji
Zuji是香港和新加坡的一站式網上旅行社，提供各類不同的旅遊產品預訂。

## 歷史
Zuji是由Sabre旗下的Travelocity與亞洲區內多家航空公司在2002年聯手創立。2006年，Travelocity購入Zuji全部股權，並在2012年向Webjet以2500萬澳元出售。2016年，海航集團旗下優利航空投資控股以5600萬澳元購入Zuji。
2018年11月，Zuji新加坡因拖欠航空公司機票費用，被國際航空運輸協會撤銷機票代理權。其後，Zuji新加坡辦公室及網站暫停服務。
2018年12月5日，Zuji香港網站停運，Zuji發表告示表示停運是因為網站改版，並指新版網站將在2019年第一季登場。2019年1月9日，Zuji香港之旅行代理商牌照到期，故被正式剔除於《持牌旅行代理商名冊》，原因是其以「ZUJI LIMITED」（牌照號碼：352404）之登記沒有續牌。Zuji香港於2019年初停止營運後，不能再於香港經營業務，並於同年5月4日被債權人入稟高等法院申請清盤。

## 外部連結
- Zuji香港 （页面存档备份，存于）
- Zuji新加坡 （页面存档备份，存于）
- Zuji香港Facebook專頁 （页面存档备份，存于）